# De zeven roofridders
De zeven roofridders is een  stripverhaal uit de reeks van Jerom. Het hoort bij de "Groene Reeks (De gouden stuntman)" en de eerste druk is van 1979.

## Locaties
Dit verhaal speelt zich af op de volgende locaties:
- ruïne, huis van John Faxfor, huis van herenboer Jarvis Torry

## Personages
In dit verhaal spelen de volgende personages mee:
- Jerom, Odilon, professor Barabas, John Faxfor en zijn dochter, herder, herenboer Jarvis Torry,

## Het verhaal
Professor Barabas is samen met Odilon en Jerom op weg naar John Faxfor, een oude vriend. Het is een genie op gebied van elektronica en stuurde een brief waarin hij om hulp vroeg. De auto is kapot en de vrienden gaan schuilen in een ruïne, want het regent erg hard. Jerom ziet een ridder op een paard en deze man verdwijnt in het bos. De volgende dag vertelt een herder dat er zeven graven van de zeven roofridders in de burcht liggen. Een tovenaar liet de burcht invallen als straf. Professor Barabas is dol op deze echte Engelse legende. Jerom vraagt dan naar een ruiter in harnas en hoort dat dit Sir Camlot is, een soort Don Quichotte die op een kasteel woont. 
De vrienden trekken de auto verder op de weg en komen bij het huis van John. Er is een raam ingeslagen en er ligt een briefje; er mag geen politie ingeschakeld worden. Sir Camlot komt naar de vrienden toe en biedt aan de auto met zijn paard te trekken. Op zijn kasteel horen ze hoe herenboer Jarvis Torry de ruïne wil kopen van John. John weigert en Jerom gooit de herenboer uit het kasteel. De dochter van Sir Camlot vraagt of de vrienden hen willen beschermen en ze sluit haar vader 's avonds op, zodat hij niet naar buiten kan. Sir Camlot weet toch te ontsnappen en gaat met zijn paard naar de ruïne. Daar lopen de roofridders rond en Sir Camlot komt in problemen. Het paard gaat terug naar het kasteel en waarschuwt de vrienden. Odilon herinnert zich bandensporen gezien te hebben van Jarvis Torry, maar Jerom negeert hem. 
Odilon gaat naar het huis van de herenboer, maar wordt meteen ontdekt en opgesloten. Hij ontmoet John Faxfor die ook in dezelfde ruimte wordt vastgehouden. Hij vertelt dat hij een elektronische uitrusting in harnassen moest plaatsen, waardoor deze op afstand bediend kunnen worden. Jarvis wil Camlot bang maken om hem op deze manier te dwingen de ruïne en de grond te verkopen. De roofridders hebben Sir Camlot bijna te pakken, maar Jerom kan hen tegenhouden. De harnassen blijven lang vechten, maar Jerom weet ze toch te verslaan. Eén harnas weet te ontsnappen. Hij gaat samen met Sir Camlot terug naar het kasteel. Daar vertelt de dochter dat Odilon verdwenen is. 
Odilon en John Faxfor hebben zichzelf bevrijdt, maar komen buiten in aanraking met het zevende harnas. Jerom gaat op zoek naar Odilon en ziet het harnas. Hij kan het harnas tegenhouden en dan besluit de herenboer om alle bewijsstukken te vernietigen door alles op te blazen. Jerom kan hem tegenhouden en bevrijdt Odilon en John. Ze gaan terug naar het kasteel en Jarvis Torry wordt overgedragen aan de politie. De vrienden blijven nog enkele dagen op het kasteel en als ze vertrekken, rijdt Sir Camlot de denkbeeldige vijand weer tegemoet.